# 庫班河擬白魚
庫班河擬白魚（学名：Alburnoides kubanicus）為輻鰭魚綱鯉形目雅羅魚科擬白魚屬的其中一種，分布於歐洲俄羅斯庫班河和拉巴河流域，棲息在礫石底質的河川底中層水域，生活習性不明。

## 扩展阅读
維基物種上的相關：庫班河擬白魚